# Christer Sjögren

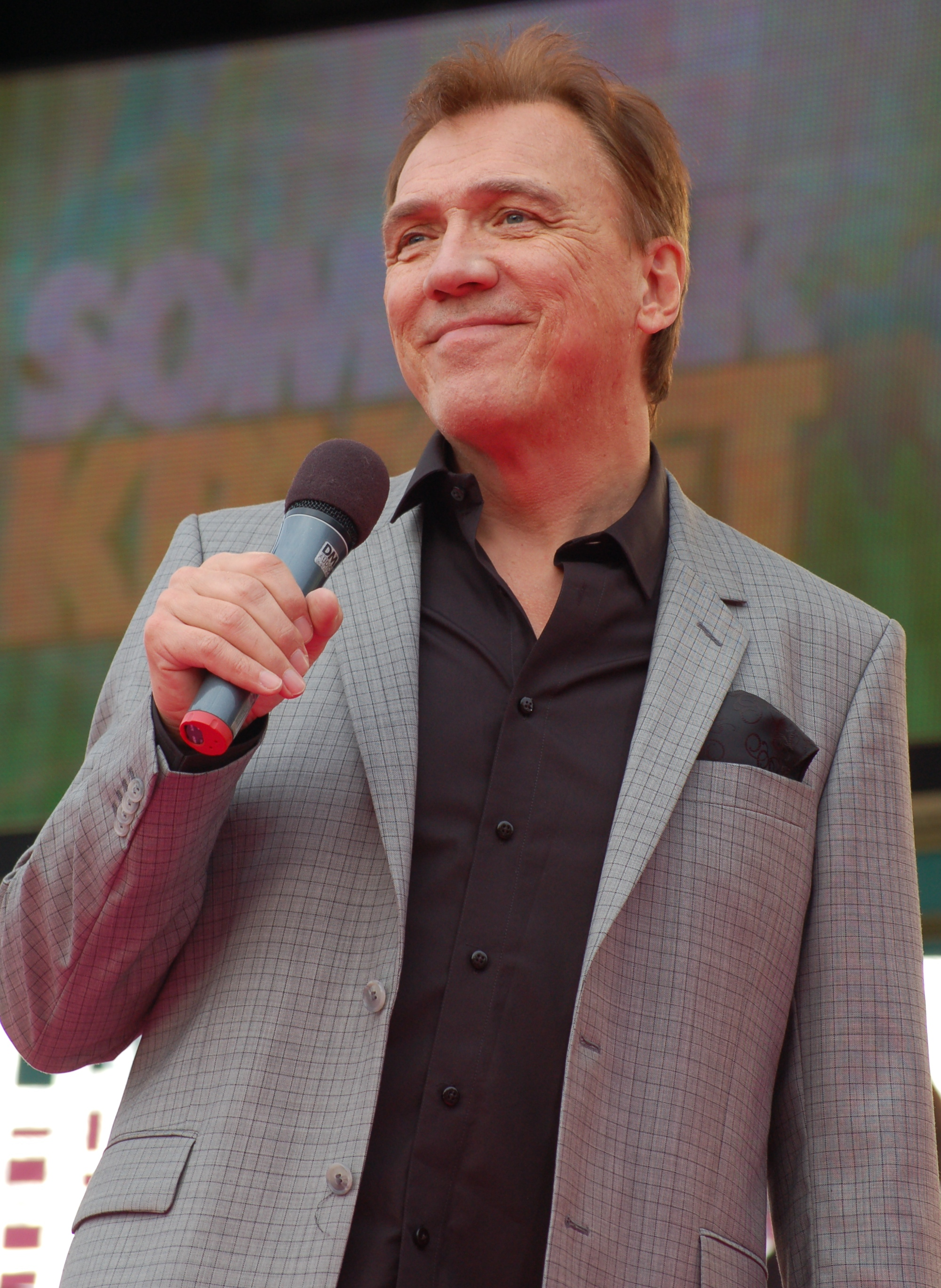
Christer Sjögren im Gröna Lund (2008)

Christer Sjögren (* 6. April 1950 in Hagfors, Schweden) ist ein schwedischer Dansbands- und Rocksänger. Er wurde vor allem bekannt durch sein Mitwirken als Sänger in der schwedischen Dansband Vikingarna.

## Leben und Wirken
Er wechselte 1978 zu Vikingarna von Pelles Orkester. Er ersetzte dort den früheren Sänger von Vikingarna, Stefan Borsch.
Das erste Album, bei dem Christer Sjögren bei Vikingarna als Sänger auftrat, war das Album Kramgoa låtar 7 – Djingis Khan, das 1979 erschien.

## Diskografie

### Soloalben
| Jahr | Titel                                             | Höchstplatzierung, Gesamtwochen, AuszeichnungChartsChartplatzierungen (Jahr, Titel, Platzierungen, Wochen, Auszeichnungen, Anmerkungen) | Anmerkungen                              |
| Jahr | Titel                                             | SE | Anmerkungen                              |
| ---- | ------------------------------------------------- | --- | ---------------------------------------- |
| 1989 | Andliga sånger                                    | SE8 Platin · (10 Wo.)SE | mit Vikingarna                           |
| 1993 | Andliga sånger 2                                  | SE2 Platin · (13 Wo.)SE |                                          |
| 1994 | När ljusen ska tändas därhemma                    | SE25 Platin · (9 Wo.)SE |                                          |
| 1996 | Varför är solen så röd                            | SE3 Gold · (10 Wo.)SE |                                          |
| 2000 | Ett julkort från förr                             | SE3 Platin · (10 Wo.)SE |                                          |
| 2003 | För kärlekens skull – 14 visklassiker             | SE4 Gold · (15 Wo.)SE |                                          |
| 2004 | Love Me Tender                                    | SE1 Platin · (19 Wo.)SE | Interpretationen von Elvis-Presley-Songs |
| 2006 | King Creole                                       | SE3 Gold · (13 Wo.)SE | Interpretationen von Elvis Presley-Songs |
| 2007 | Älskade andliga sånger                            | SE2 Platin · (13 Wo.)SE | Christliche Lieder                       |
| 2008 | Jubileum 40 år med Christer Sjögren               | SE2 Platin · (34 Wo.)SE | Kompilation                              |
| 2008 | Mitt sköna sextiotal                              | SE2 Platin · (15 Wo.)SE | 1960er-Jahre-Coversongs                  |
| 2009 | Schlagerminnen                                    | SE5 Gold · (15 Wo.)SE |                                          |
| 2010 | En stjärna lyser i natt                           | SE5 Gold · (7 Wo.)SE | Weihnachtsalbum                          |
| 2011 | Kramgoa låtar 2011                                | SE2 (19 Wo.)SE |                                          |
| 2012 | Lotta & Christer                                  | SE2 (13 Wo.)SE | mit Lotta Engberg                        |
| 2014 | Sjunger Sinatra                                   | SE1 Gold · (11 Wo.)SE |                                          |
| 2018 | Nu & då: det bästa med Christer Sjögren 1979–2018 | SE44 (3 Wo.)SE | Kompilation                              |

### Singles
| Jahr | Titel Album                 | Höchstplatzierung, Gesamtwochen, AuszeichnungChartsChartplatzierungen (Jahr, Titel, Album, Platzierungen, Wochen, Auszeichnungen, Anmerkungen) | Anmerkungen |
| Jahr | Titel Album                 | SE | Anmerkungen |
| ---- | --------------------------- | --- | ----------- |
| 2008 | I Love Europe –             | SE15 (7 Wo.)SE |             |
| 2017 | Gläns över sjö och strand – | SE100 (1 Wo.)SE |             |